# Parti chrétien-démocrate
Parti chrétien-démocrate (PCD), česky Křesťanskodemokratická strana, je francouzská politická strana křesťanskodemokratické orientace. Strana vznikla v červnu 2009 jako následovník strany Forum des républicains sociaux (Fórum sociálních republikánů), která byla založena v roce 2001 a podílela se na vzniku Svazu pro lidové hnutí (UMP), respektive se stala jeho přidruženou stranou.
PCD hájí sociálně konzervativní hodnoty, jako je například podpora tradičních rodin, bezpečnost, starost o chudé, lidská důstojnost, podpora osobních iniciativ a svobod atd. Strana má přibližně 8 300 členů a 40 000 sympatizantů.
Strana je zastoupena ve Výboru spojení prezidentské většiny, který sdružuje politické strany podporující Nicolase Sarkozyho.
Předsedkyní strany je Christine Boutin, bývalá poslankyně, ministryně a kandidátka na prezidenta republiky v roce 2002 (1,19 % hlasů v 1. kole).